# Cyclanthera minima
Cyclanthera minima är en gurkväxtart som först beskrevs av S. Wats., och fick sitt nu gällande namn av D.M. Kearns och C.E. Jones. Cyclanthera minima ingår i släktet springgurkor, och familjen gurkväxter. Inga underarter finns listade i Catalogue of Life.